# Anatoli Șabad
Anatoli Efimovici Șabad (în rusă Анатолий Ефимович Шабад; n. 8 mai 1939, Moscova) este un fizician și om politic rus, fost deputat al Sovietului Suprem și actual al Dumei de Stat din Rusia.

## Biografie
S-a născut în familia a doi oameni de știință: tatăl- inginer, mama- biolog. A absolvit facultatea de fizică a Universității Lomonosov din Moscova în anul 1962. A lucrat la Institutul de fizică al Academiei de Științe din URSS. Doctor în științe fizico-matematice. După încheierea termenului de deputat al Dumei de stat a revenit la Institutul de fizică al Academiei în post de cercetător științific coordonator.

## Activitate politică
- În anul 1989 a devenit persoană de încredere a academicianului Andrei Saharov la alegerile din Sovietul Suprem al URSS. La alegerile din Sovietul Suprem al Federației Ruse din anul 1990 și-a propus candidatura la funcția de deputat. A  candidat în circumscripția N37 din Moscova. A câștigat 28,1% din voturi în primul tur al alegerilor, iar la cel de al doilea-50,5%, devenind , astfel, deputat. A făcut parte din fracțiunea ”Democrații radicali“， a fost membru al Comitetului pentru drepturile omului.
- În anul 1993 a fost ales deputat în Duma de Stat a Rusiei pe listele blocului electoral "Alegerea Rusiei". A făcut parte din această fracțiune, a fost membru al Comitetului pentru educație, cultură și știință.

În calitate de deputat a fost în punctele fierbinți ale conflictului azero-armean din anii 1990 -1991, a fost pe linia frontului în cel dintâi război cecen. 
În a doua jumătate a anilor 90 a condus secțiunea din Moscova a mișcării democratice "Alegerea democratică a Rusiei". A fost membru al Consiliului politic al mișcării “Uniunea forțelor de dreapta” din  Rusia. 
A participat și la alegerile din anii 1995 și 1999, dar cu un succes mai modest, nereușind să treacă pragul electoral.
- Este președinte al Consiliului Muzeului Andrei Saharov, precum și al Centrului Pace, progres și drepturile omului în numele lui Andrei Saharov.

## Lucrări publicate
- ADS NASA
- SPIRES
- Biblioteca Congresului SUA
- Biblus Arhivat în 10 iunie 2015, la Wayback Machine.
- AMS/MRLookup Arhivat în 12 iunie 2010, la Wayback Machine.(author: Shabad, A.)